# 晏氏
晏氏，是中国春秋时期的齐国世卿家族。晏桓子晏弱、晏平仲晏婴父子都是齐国的名臣，叔夷钟铭文则记载晏弱为宋穆公的曾孙，在宋国内乱时到齐国避难并发展成贤臣家族。晏弱辅佐齐顷公、齐灵公，晏婴辅佐齐灵公、齐庄公、齐景公。父子两代在齐国政坛活跃了八九十年。前489年，田乞废杀齐景公的儿子安孺子，拥立安孺子异母兄公子阳生为齐悼公，晏婴的儿子晏圉逃到鲁国。

## 主要人物
- 晏桓子晏弱 前6世纪初—前556年
- 晏平仲晏婴 前556年—前500年
- 晏圉 前500年—前489年
- 晏氂
- 晏父戎

## 世系图
| 晏桓子晏弱 |  |  |  |  |  |
|            |  |  |  |  |  |
| 晏平仲晏婴 |  |  |  |  |  |
|            |  |  |  |  |  |
| 晏圉       |  |  |  |  |  |